# Danilo da Cruz Oliveira
Danilo da Cruz Oliveira (Cruz das Almas, 25 de fevereiro de 1979) é um ex-futebolista brasileiro que atuava como meio-campista. Atualmente, está aposentado.
Danilo Cruz ao longo da sua carreira jogou por diversos times brasileiros, Internacional de Limeira, Portuguesa Santista, Figueirense, São Caetano, Fortaleza, Marília, Naútico, Guarani, Villa Nova, Remo, CRB, Rio Preto, Juventude, Vitória da Conquista, Bahia, Central, Fluminense de Feira, União Rondonópolis, Anápolis, Feirense, ASA, Sampaio Corrêa, Santo André, finalizando sua carreira no São Paulo-RS.
Fora do território brasileiro, jogou apenas a K League, da Córeia do Sul, defendendo as cores do Daegu FC.

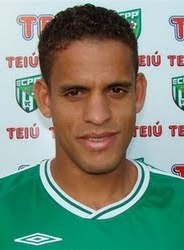
Danilo Cruz, pelo ECPP Vitória da Conquista em 2008

## Batalha dos Aflitos
Danilo Cruz, ficou marcado por ser um dos jogadores que protagonizaram o jogo mais fatídico do Campeonato Brasileiro - Série B, a Batalha dos Aflitos (termo usado em referência ao local da partida, o Estádio Eládio de Barros Carvalho, e também à enorme tensão demonstrada por ambos os clubes durante a partida.)
Na época o camisa 10 do clube pernambucano, Náutico, que almejava o acesso frente aos tricolores gaúchos do Grêmio. Foi derrotado após um polêmico pênalti, ser marcado ao seu favor, e o zagueiro do seu time, Ademar, desperdiçar a cobrança, a qual gerou um contra-ataque e gol do Grêmio.
Há por parte de alguns torcedores do Timbu pernambucano, que a pênalidade máxima deveria ser cobrada por Danilo, por ter mais qualidade com a bola parada. Caso marcasse decretaria o acesso do Naútico à primeira divisão, e a possível falência gremista.

## Aposentadoria
Após sua aposentadoria, no Rio Grande do Sul, pelo Sport Club São Paulo da cidade de Rio Grande, Danilo retornou à sua cidade natal, Cruz das Almas, no rêconcavo baiano. Cidade a qual fundou uma escolinha de futebol em 2009, a Arena Society, utilizando do seu conhecimento esportivo adquirido ao longo da carreira, para a formação de novos atletas.

Chegou a treinar as categorias de base do Doce Mel, time fundado em Ipiaú, que na época mandava seus jogos no Estádio Municipal Carmelito Barbosa Alves, em Cruz das Almas.

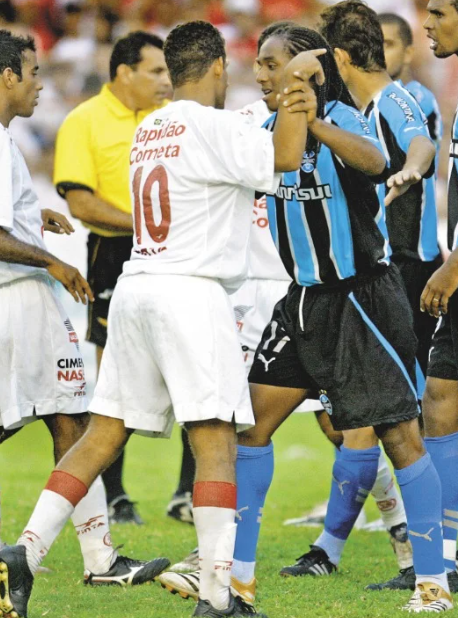
Danilo Cruz e Anderosn (Marcador do gol do Grêmio) na Batalha dos Aflitos